# 군사지리학
군사지리학(軍事地理學, Military geography)은 지리학의 한 분야로 전략, 작전술, 전술 등의 범위에서 전쟁의 수행과 관련되어 지리학을 통해서 해석하는 학문이다. 군사적 상황, 자연환경, 인원, 군부대와 제반 사물의 위치, 특성 및 분포가 군사활동에 미치는 영향을 연구하고 군사적으로 이용하는 것을 대상으로 한다.

## 개념[1]

### 지리학 체계에서의 위치
일반지리학은 크게 계통지리, 지역지리, 역사지리, 응용지리로 나눌 수 있다. 이 때 군사지리는 응용지리의 하위분야에 속한다. 일반지리학의 계통들은 독립되어있지 않고 상호 연관된다. 군사지리학은 계통지리의 기후 및 기상학, 지형학과 지역지리의 한국지리학 그리고 응용지리의 지리적 응용 분야가 상호 연관되는 것으로서, 이를 종합해볼 때 군사지리학의 범위는 크게 지정학, 지형학, 기후학으로 구분 가능하다.

### 군사이론 체계와의 관계
군사이론 체계는 크게 용병 체계와 관리 지원 체계로 구분된다. 용병 체계는 전쟁 인식에 대한 전쟁철학과 이를 바탕으로 준비된 군사력 운용이 포함되며, 관리 지원 체계는 군사력을 사용할 수 있도록 준비하고 지원하기 위한 군사력 건설과 군사력 지원, 기타 분야로 구분되는데 군사지리는 모든 군사와 관련된 연구와 군사력을 발전시키는 데 필수적인 요소로서 고려된다.

### 용병술과의 관계
군사지리는 군의 용병 체계와 연계해서 군사전략 지리, 작전술 지리, 전술지리로 구분해 부대 운용 개념을 보완 발전시킬 수 있다. 군사전략 지리에는 지정학적 위치 분석, 작전술 지리에는 작전지역 특성 분석, 전술 지리에는 전장 특성 분석이 들어간다.

## 중요성
“夫地形者, 兵之助也, 料敵制勝, 計險阨遠近, 上將之道也”
(무릇 지형이란 용병에 도움을 주며 적을 헤아리고 판단하여 승리 태세를 만들어 가며 지형이 험하고 좁고 멀고 가깝고를 계량하고 활용하는 것은 최고 장수의 용병술이다.)
-손자병법 지형편-

전쟁은 지리적 속성을 강하게 가진다. 전쟁의 발발은 영토의 확장, 국가나 민족 집단 간의 지정학적 관계, 지정학적･경제적･군사적 요지의 확보, 교역로나 교통로의 확보 등과 같은 지리적 동기와 관계 깊다. 전쟁의 과정 또한 지리적 요인과 불가분의 관계를 맺는다. 지형, 기후, 교통, 취락이나 도시의 분포 등과 같은 지리적 환경은 병력과 장비의 배치와 운용, 군수 보급, 무기체계와 군사교리의 개발, 정보획득과 분석 등 전쟁 의 전 분야에 중대한 영향력을 행사한다. 이 때문에 지도와 지리 정보는 동서고금을 막론하고 군사적 자산으로 중시되어 왔다.

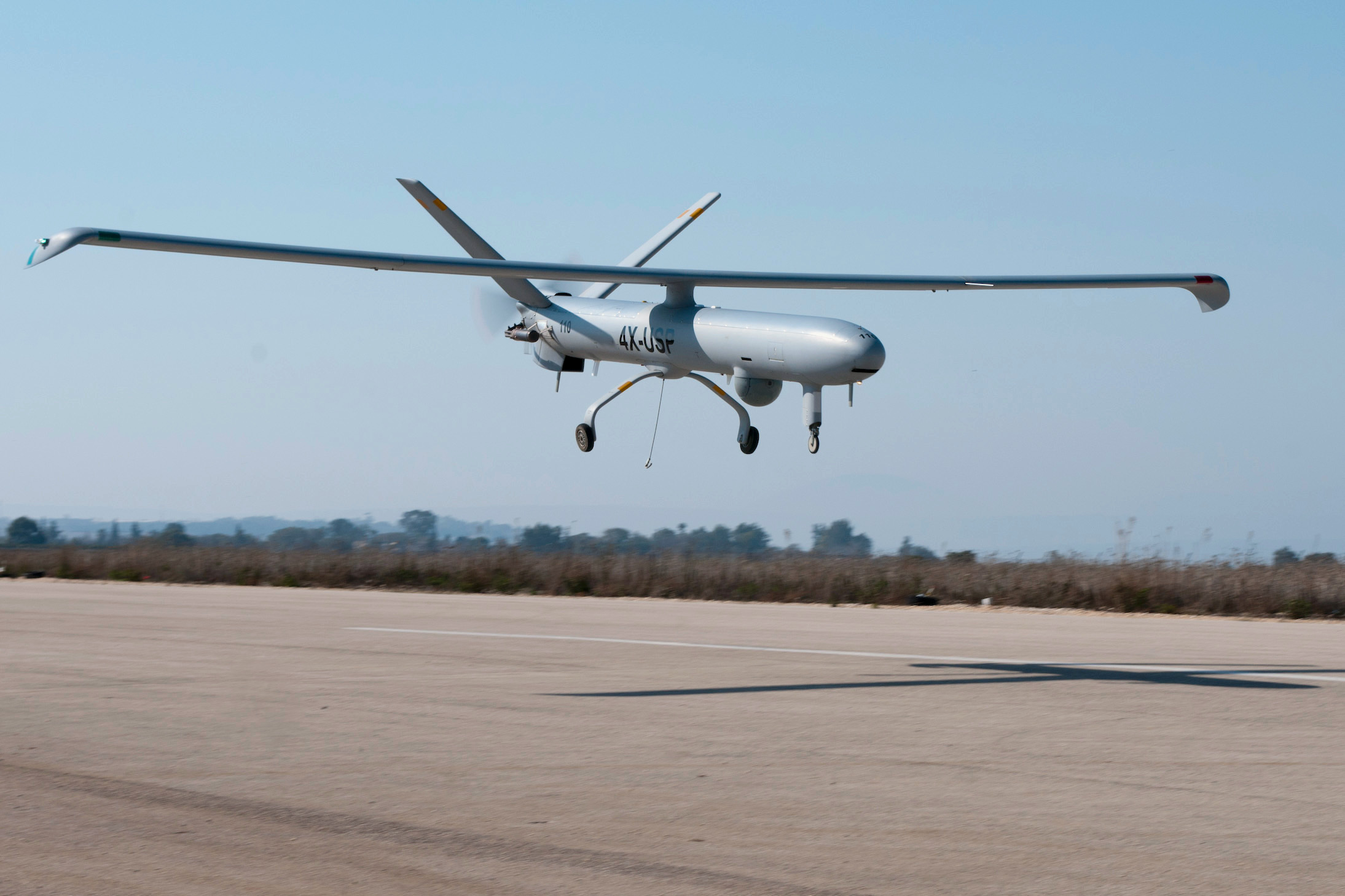
무인 항공기

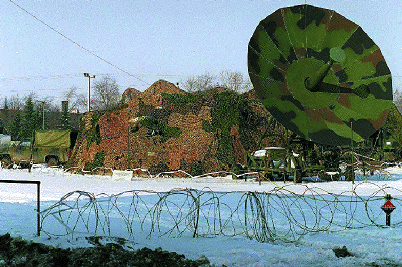
군사 위성

현대전에서도 지리의 중요성은 변함이 없다. 예를 들어 현대 군대의 지휘체계인 C4I(Commmand, control, communication, computer, and intelligence)는 GPS, GIS, 무인항공기, 군사위성 등을 통해 획득한 공간정보 의 실시간 활용을 통하여 동시 통합적인 의사결정, 정보 획득 및 작전 수행을 실현하는 데 주안점을 두고 있다. 현대 미군의 군사교리인 다영역 작전(multidomain operation) 역시 지표 공간, 해양공간, 공중공간, 가상공간, 우주공간이라는 다양한 지리적･공간적 영역에서의 동시 통합적 작전 수행에 초점을 맞추고 있다.
아울러 오늘날 세계 각국은 GIS, GPS, 원격 탐사 장비 등이 통합된 보병용 개인 장구 개발을 통하여 보병 개개인이 지리적 환경에 적합한 전투 임무 수행을 효과적으로 하게끔 하기 위한 노력에 박차를 기울이고 있다. 응용지리학의 한 분야인 군사지리학은 이 같은 전쟁의 지리적 속성과 밀접하게 관계된다. 군사지리학은 인문지리적･자연지리적 요인의 군사적 의미와 활용을 다루는 데 연구의 초점을 맞춘다. 아프가니스탄 전쟁, 이라크 전쟁, 유고슬라비아 내전, 2014년의 우크라이나 사태 등에서 볼 수 있듯이 지형이나 기후, 민족 집단의 영역성, 지정학적 위치, 교통 등과 같은 군사지리적 요인은 군사기술의 발달로 지리적 제약이 상당 부분 극복된 현대전에서도 다양한 형태로 큰 영향을 미치고 있으므로, 오늘날에도 군사 지리학 연구는 계속해서 이루어져 오고 있다. GIS, GPS, 원격탐사, 군사위성과 무인기 등 군사지리 기술의 발달 역시 오늘날의 군사학 및 군사지리학 연구에서 주목받고 있다. 아울러 최근 들어서는 지리적 요인의 군사적 의미나 가치에 초점을 맞추는 전통적인 군사지리학 연구의 관점에서 벗어나, 반전(反戰)사상을 토대로 지리적 관점에서 전쟁이나 무력 충돌 등을 비판적으로 접근하는 비판적 군사지리학 연구도 이루어지고 있다.

## 육상 지역에서의 활용

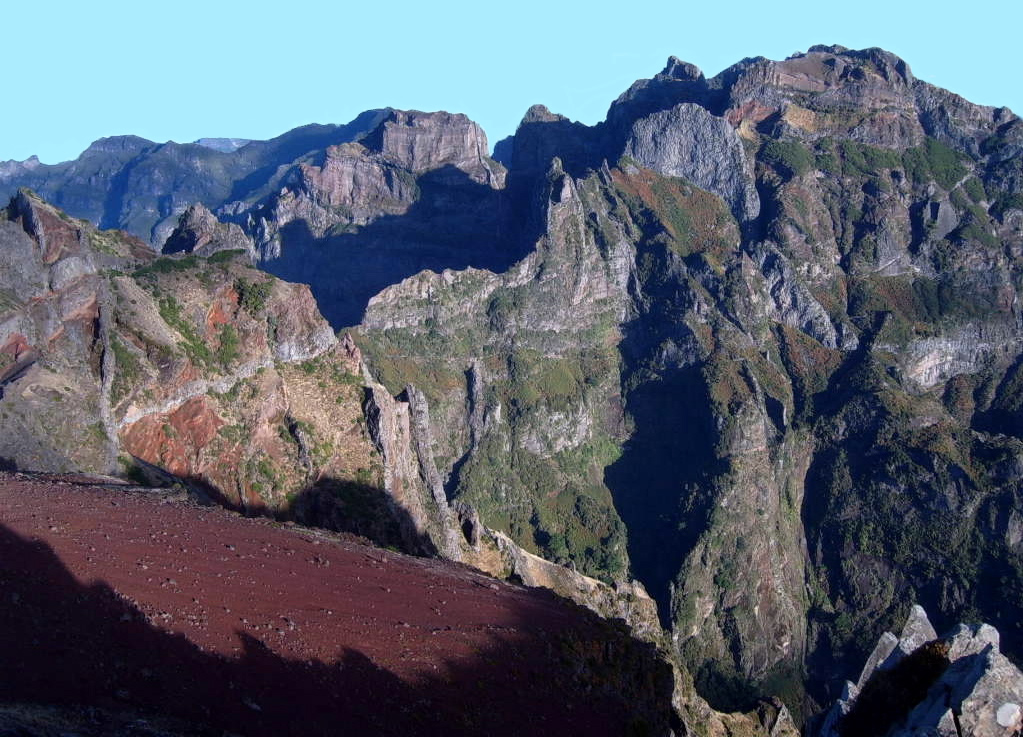
산악

## 육상 지역에서의 활용[3]

### 산악지역
태평양 지역과 유럽 대륙, 그리고 각종 대륙의 산악지역을 합치면 호주 대륙을 제외하더라도 육지의 반을 넘어간다. 이러한 산악지역을 군사적으로 이용하는 것은 매우 중요하다. 가장 큰 특징은 평지와는 달리 경사가 있고 자연 장애물이 산재한다는 것이다. 따라서 산에서의 군사활동은 대부분 대대급 이하 보병부대의 분산된 소규모 전투로 이루어진다. 전투 성공 여부는 주로 숙달된 초급 지휘자. 산악 전투 원칙을 잘 익히고 우수하게 조련된, 그리고 독단적으로 행동하는 보병들에 의해 좌우된다. 그리고 희박한 공기와 추운 기온 등에 관련된 지리적인 현상은 군사적으로 지형의 특징보다도 중요시된다. 눈사태, 산사태, 산소 부족은 지휘관으로서 철저히 대비해 놓아야만하는 요소들이다.

### 건조지역
건조지역은 주로 아프리카 북부, 일부 중동지역 등지에서 보이는 사막 기후를 띄는 지역을 통칭한다. 이러한 건조지역의 기후적 특이성은 군사적으로 고려되어야 할 필수적 요소이다. 심한 열기와 가끔씩 부는 돌풍은 장비 수명을 단축시키고 보급에 차질을 빚게 만들며 무엇보다 부대원 전체의 작전 수행 능력을 크게 저하시킨다. 그리고 산재해 있는 모래는 피부에서 수분을 빼앗아 수분을 유지하려는 군대의 시도를 방해하고 총기의 발사 메커니즘을 포함한 기계를 막는다. 반면 건조 지역은 특징적인 지형 지물이 없어 대규모 기동전을 펼칠 수 있는 조건에 부합하여 사막 전쟁을 해양에서의 전쟁으로 비유하기도 한다. 그러나 위에서 서술한 이유와 같이 여러 가지 환경적, 기후적 문제로 건조 지역에서의 전투는 군수 전문가에게는 매우 큰 부담이다.

### 열대우림지역
열대 우림지역은 다음과 같은 특징들이 있다.
1. 통상적으로 소규모 부대 전투가 일어난다.
2. 특수작전부대와 방어부대가 유리하다.
3. 지상 기동은 느리고 힘이 많이 든다.
4. 전차, 포병, 기타 중화기, 근접 항공지원 등의 사용이 억제된다.
5. 양적 그리고 기술적 우세가 현지 적응보다 못하다.
이러한 특징은 전쟁에서의 여러 가지 군사 기술적 도움을 최소화 시킴으로서 보병 부대 각각의 숙련도와 훈련도가 전쟁의 승패를 좌우하게 한다.  또한 게릴라들과 지하조직같은 비정규전 부대는 정글 언저리에서 근거지를 만든다. 적을 습격한 후 지형에 대한 이해도의 우세로 인해 추격부대에게 기습, 매복, 사보타지 등으로 타격을 입힌다.

### 빙원
빙원이 있는 한대지역에서는 영하로 떨어지는 기후에 대해 대처하는 것이 매우 중요해진다. 부대원 개인들이 생존 매뉴얼을 숙지하도록 하고 작전 지역에 대피소를 설치하며 고칼로리의 따뜻한 음식을 준비하는 것은 지휘관으로서 필수이다. 임무를 수행할 때 지상 기동 같은 경우 일반적으로 평지에서 기동하는 보병은 눈이 전투화에 달라붙거나 눈 높이가 무릎보다 높을 경우 기동이 제한되지만 스키부대와 같이 설상화를 사용하는 부대는 기동에서 이점을 가질 수 있다. 그리고 도로에 국한되어 기동하는 통상적인 4륜 구동 차량은 제설 작업 없이는 기동을 비롯한 전투 수행 능력이 크게 떨어진다. 항공 전력에서 전투기나 폭격기, 공중 수송기 등은 이륙 및 수직 이착륙이 거의 불가능하여 사용이 제한되지만 헬기는 착륙지점 공중에서 자유롭게 활동할 수 있다. 그리고 이러한 항공 전력은 근접항공지원, 보급, 후송 등의 임무를 수행한다.

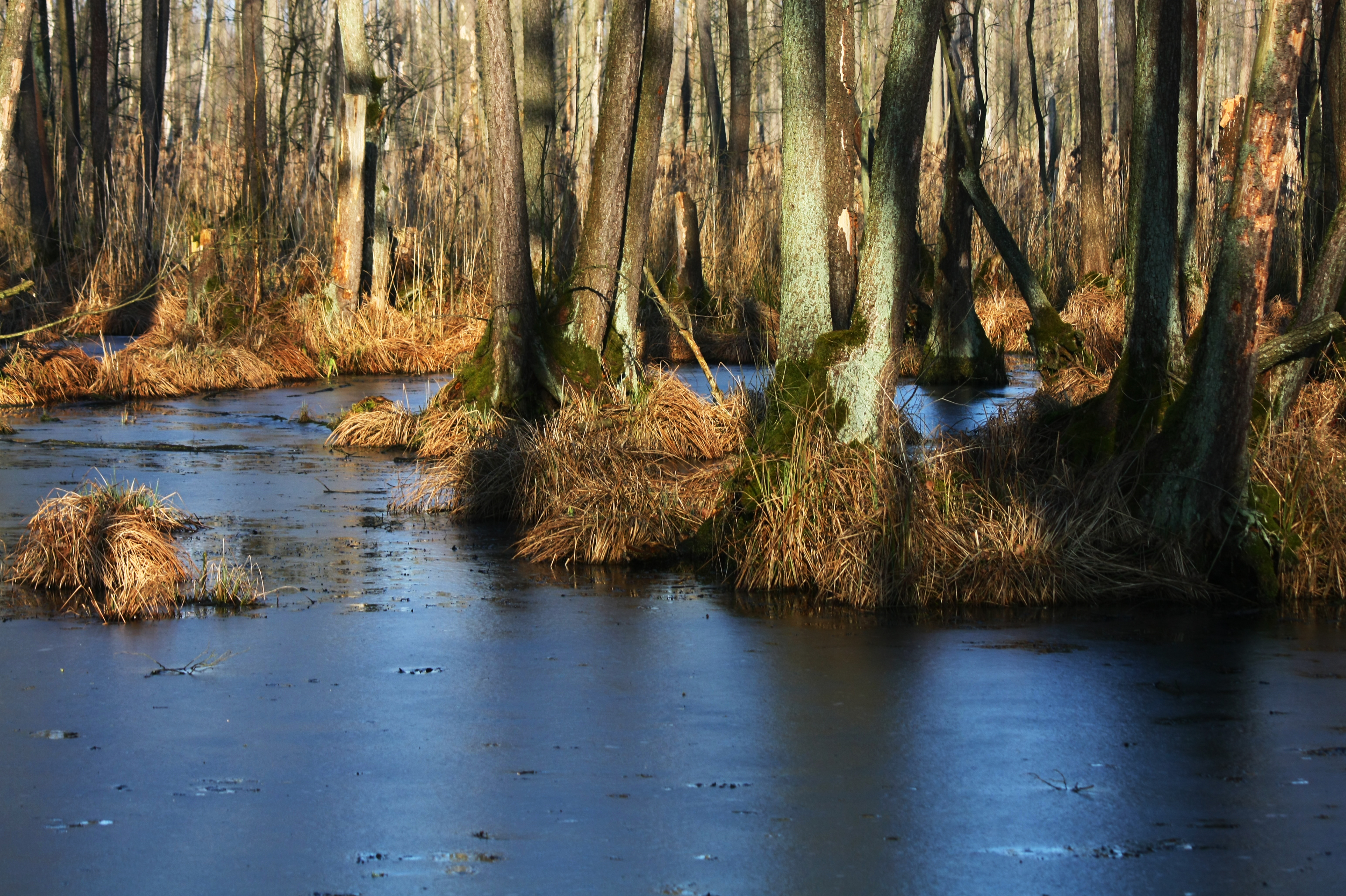
늪지대

### 습지대
습지대 중 계절에 따라서 늪이 형성되는 곳은 여름이 더욱 길고 따뜻한 날씨에 더욱 습기가 심해진다. 그리고 이러한 지역에서의 전쟁은 여름이 비교적 짧고, 습기를 품은 흙이 겨울에 얼기 때문에 오래 지속되기 힘들다. 열대 및 아열대 지역의 상습 늪지대는 계절에 따라 형성되는 늪지대와 비슷한 특징을 보이지만 얼음이 얼지 않고, 계속 물이 채워지는 경향이 있다. 상습 늪지대는 크게 '끝없는 습지 초원'과 '논,플란테이션, 원시 늪'과 '조수에 잠기는 습지대'로 구분 가능하다.

## 해안 지역에서의 활용[3]

### 해변

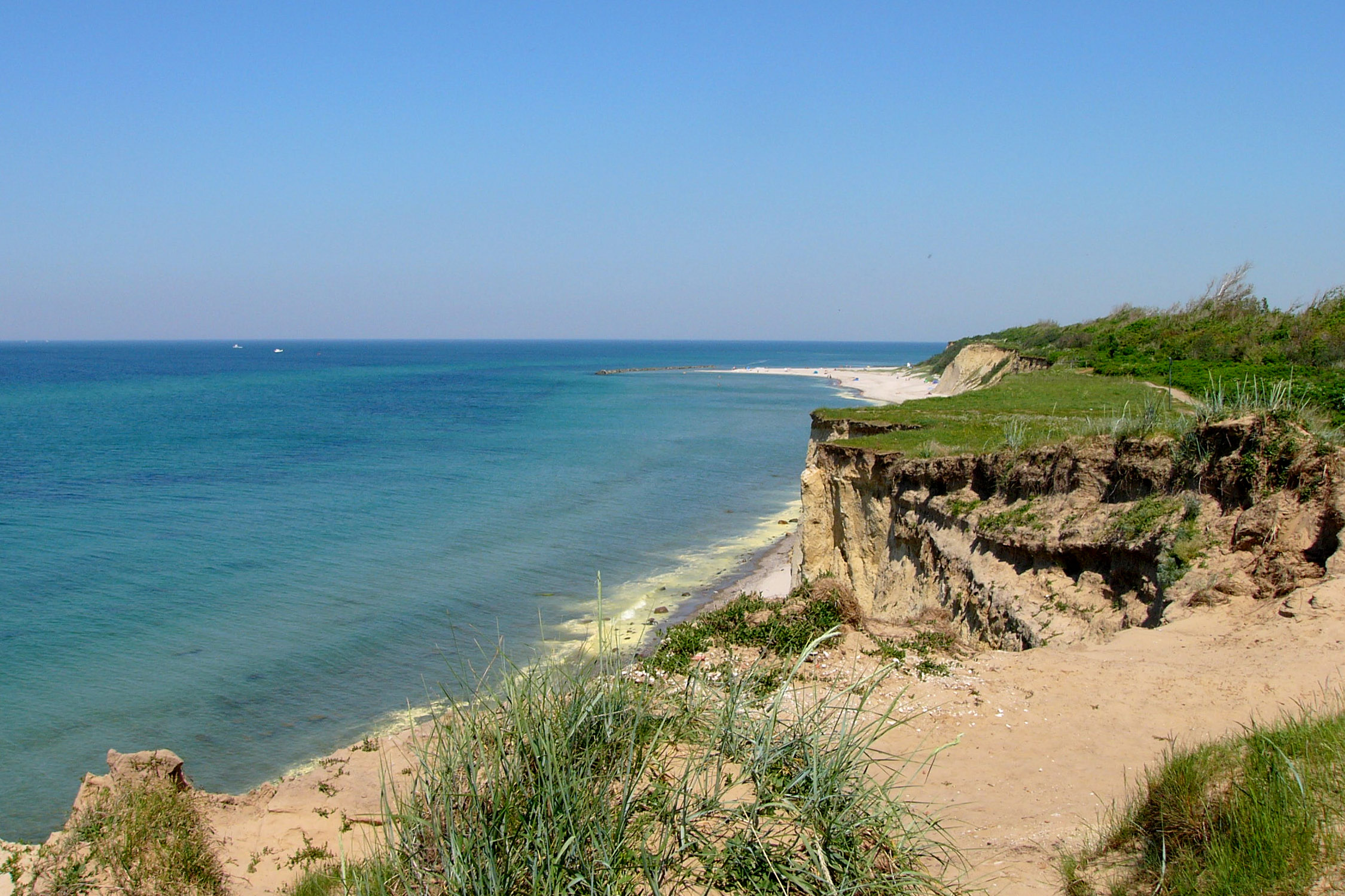
해안과 바다 절벽

해변에서는 해변의 넓이와 구성이 모래, 조약돌, 머드 중 어떠한 것으로 이루어져 있는지를 파악한 후 작전에 임해야 한다. 해변은 착륙하기에 유리한 장소로서 자연적으로 얕은 경사가 있는 해변은 종종 군대와 장갑차를 배치하는 데 사용된다. 그러나 종종 그들은 지뢰 및 기타 대전차 방어 시설에 의해 차단될 수 있다. 따라서 상륙할 위험이 높지만 사전 경고가 없는 경우 해안 상륙은 적의 영토로 매우 효과적인 경로가 될 수 있다.

### 바다 절벽
육지에서의 장비들을 이용해 상륙하기에는 지형적으로 크게 제한된다. 따라서 여기에는 대차량 지뢰가 거의 필요하지 않으므로 기갑 공격에 대한 걱정 없이 방어 계획을 세울 수 있다.

### 항구
항구에 상륙하려는 공격 측에서는 건실하게 지형 분석을 한 뒤에 위험을 감수해야한다. 예를 들면 태평양 전쟁 당시, 과달카날에서 오키나와까지 진출하는데 3년 가까이 걸렸다. 비록 일본군의 저항이 끈질기고 이상적인 조건하에서 이루어진 상륙은 드물었지만 지나치게 완벽한 상태를 기다린 결과였다. 항구를 방어하는 것은 적이 공중과 바다 모두에서 위치를 관찰할 가능성이 있기 때문에 위험한 작업이다. 항구는 많은 국가의 방어망 주변에 있으며, 해군이 배치되었거나 존재하지 않는 경우에는 더욱 그러하다. 항구를 방어하는 가장 좋은 방법은 가까운 곳에 군사 비행장을 두고 항구에 영구적으로 기지를 둔 해군들을 배치하고 적군이 방어선을 뚫을 경우 항구를 사용할 수 없도록 준비하는 것이다.

## 우주에서의 활용[3]
우주에서의 군사전략은 해양지역과는 다른 특징들이 있음을 감안해서 이루어진다.
1. 5대양에 가득 차있는 물과 달리 우주에는 어떤 형태의 물질도 없다.
2. 전자파는 물 속에서는 거의 전달되지 않지만 우주에서는 잘 전달된다.
3. 해상에서의 시정거리는 가시선에 국한되지만, 우주에서의 시정거리와 기동공간은 무한정으로 확대된다.
4. 밤-낮의 변환, 충격파 등의 현상이 우주에서는 존재하지 않는다.
5. 대기 현상과 해수는 빛과 집속 에너지 선을 방해하지만 우주에서는 굴절조차 일어나지 않는다.

### 우주 진입
그럼에도 우주 지역의 대기 상호작용, 중력, 방사선 등이 우주 진입에 대한 융통성을 감소시킨다. 따라서 지상의 적의 방어 부대는 지구 자전의 이점을 이용할 수 있는 우주발사 기지를 방해할 수 있다. 이를 우회하는 재진입 각도는 접근 구획이 정해져 있으므로 전략 및 전술적으로 기습할 수 있는 전망은 감소된다.

### 라그랑지 점
우주의 라그랑지 점 5개소는 미래의 전략적인 지점이 된다. 라그랑지 점을 점령하고 있는 군대는 달에서 군사작전을 준비할 때 전략적 지렛대 역할을 할 수 있는 지점을 보유하게 된다. 그러나 아직까지는 가정에 가깝고 L4, L5는 아직 식별되지 않아서 현재 단계에서는 활용하기 어렵다.

## 적용 사례[1]

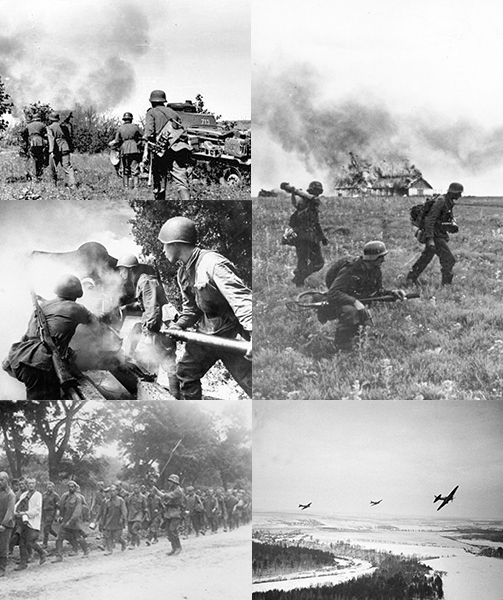
바르바로사 작전
소련은 수세적 전략으로 공세적 전략을 펼치던 소련군의 진격 속도를 지연시켰고 라스푸티차를 리용하여 독일군의 쐐기와 함정 전술을 무력화 시켰다. 또한 소련의 서부지역은 자연장애물의 제한이 없어 소련은 지정학적 요소를 고려하여 천연적 지세가 있는 종심으로 독일군을 끌여들여 성공적으로 방어해냈다. 이는 지정학적 상황과 기후를 고려한 군사지리의 장점을 이용한 대표적인 전략이었다.
낙동강 방어작전, 인천상륙작전

인천 상륙작전

군사지리적 관점에서 낙동강 방어 작전은 낙동강의 하천선이라는 지리적 천연장애물과 항공기 폭격에 유리한 기상 조건, 폭염 속에서도 산악 방어 전투를 극복한 지형적 이점은 상대적인 전투력 우세를 확보함으로써 역습에 성공했다. 또한 서측 면의 낙동강 본류와 북측 면에 늘어선 태백산 줄기의 횡격실 고지군의 천연장애물을 이용, 병력을 절약해 소규모의 예비대를 확보하고, 방어선 내의 잘 발달된 종횡도로망을 이용해 예비대를 효과적으로 운용함으로써 적 주력의 전진을 저지 및 견제해서 시간을 벌었으며, 또한 부산이라는 거대한 보급기지로부터 대구, 마산, 포항 등 전방지역에 이르는 방사선의 병참선이 발달되어 보급 및 병력 운용 등 전투 지속 능력을 확보할 수 있어 인천 상륙작전을 감행하는데 결정적인 기여를 했다. 따라서 낙동강 방어 작전은 천연적인 지형과 하천, 도로망, 보급원인 항만 등을 이용해 내선 위치에서 부대 운용 개념을 효율적으로 구사한 예라고 볼 수 있다.
인천 상륙작전은 낙동강 전선에서 수세작전을 실시하는 동안 해상을 이용해 전략적 요충지인 인천과 서울을 확보하는 동시에 적의 신장된 병참선 및 퇴로를 차단해 적의 약점을 타격함으로써 싸울 의지를 마비시켜 반격의 여건을 조성했다. 특히 인천항은 한반도의 관문이자 지정학적 요충지로 핵심 지역인 서울까지 40여km의 근거리에 위치함으로써 서울을 신속하게 탈환 시 북한군 지도부에 전략적 정치적 심리적 타격을 주고 군사력을 일거에 와해시킬 수 있는 이점이 있었다.
따라서 인천 상륙작전과 낭동강 방어 및 반격 작전은 한반도의 지리적 위치와 지형적 여건을 잘 이용한 내외선 작전 및 강한 곳은 막고 약한 곳은 공격하는 강수약타, 기동과 집중 작전전력의 부대 운용 개념을 내실 있게 구현했다고 볼 수 있다.
트라시메노호 전투(Trasimeno, B.C. 217. 4. 27)
제 2차 포에니전쟁 중 세 번째 전투로 기원전 217년 4월 이탈리아의 트라시메노 호수에서 한니발의 카르타고군이 로마군을 완벽한 매복에 이은 공격으로 격멸시킨 전투이다. 한니발은 지형지물인 호수, 언덕, 협곡을 적절하게 이용하고 안개가 끼는 기상을 고려하여 매복 작전을 성공적으로 수행하였다.
슐리펜 계획
슐리펜 계획의 핵심은 독일이 프랑스와 독일의 국경을 정면 돌파하지 않고 룩셈부르크와 벨기에를 거쳐 파리를 공격한다는 것이다. 초기 슐리펜 계획의 의의 중 하나는 작전술 개념에서의 군사지리학을 잘 활용하였다는 점이다. 프랑스의 남쪽 지형은 알자스-로렌 지역과 산맥, 협곡이 있었던 반면 북쪽 지형은 평야지대로서 기동이 용이해 신속하게 우익으로 대우회 기동 전략을 수립하였다. 그리고 독일의 지리적 여건 상 발달된 철도망과 도로망으로 내선작전 수행에 유리한 점이 고려되어 단기 결전을 시행하고 각개격파를 하는 전술이 수립되었다.
적벽 대전
적벽 대전은 촉한 제갈량이 적벽 지역의 기상에 대한 뛰어난 이해를 군사작전에 적용한 사례이다. 적벽 대전이 있던 동짓날은 시베리아 고기압이 최고로 발달하며 북서풍이 거세게 부는 때이다. 하지만 고기압의 세력이 약해지면 그 사이에 저기압이 형성되게 되는데 제갈량은 삼한사온 현상을 이해하고 남동풍이 불 것이라 예상했다. 그리고 실제로 남동풍이 불었고 화공 작전을 이용해 조조의 대선단을 격퇴한다.
몽골 러시아 원정
몽골군은 1237년 12월 얼어붙은 볼가 강을 건너 러시아로 진격했다. 몽골이 공격 시기를 러시아의 겨울로 택한 이유는 따뜻한 계절에는 시베리아의 많은 늪지와 하천으로 기동력을 상실할 것을 우려했기 때문이다. 몽골군은 결국 3월에는 북부 러시아의 여러 공국을 완전히 붕괴시켜 버렸다. 몽골군은 러시아의 ‘여름 진흙 뻘’ 대신 ‘겨울 얼음 땅’ 쪽을 택해 전격전을 수행하여 성공적으로 정복할 수 있었다. 이 사례는 기상 정보를 적절히 이용하여 군사작전에 반영한 사례이다.

## 한국에서의 역사
군사지리학은 군사학의 하위 학문의 한 분야이다 따라서 군사지리학의 발전을 논하기 위해서는 상위 학문인 군사학과의 관계에 대한 고찰이 필요하다. 육군교육사령부의 정의에 따르면 “군사이론은 국가와 민족의 전쟁에 대한 인식 및 대처를 위한 공통의 구심적 역할을 하는 범국민적 군사사상에서 시작된다.”라고 했다. 한반도에서 전쟁에 대한 범국민적인 군사사상의 형성은 삼국시대부터 현대까지 이어져왔다. 한반도의 군사사상 형성은 초기에는 중국대륙으로부터 가해지는 위협에 대처하는 과정을 통해 형성되었다. 영토와 인구면에서 열세한 가운데 지지 않는 전쟁을 수행하기 위해 시대를 초월하여 형성된 공통적인 인식의 바탕에는 한반도의 험준한 지형과 기상을 연계시키는 개념이 자리하고 있다. 즉 군사지리학 요소가 한반도의 전통적인 군사사상 형성에 중요한 요인으로 작용한 것이다.

### 고구려(삼국 시대)
삼국시대의 대표적인 용병술과 군사지리학과의 관계를 고찰할 수 있는 국가는 고구려를 들 수 있다. 고구려는 한반도의 국가로서 중국대륙에도 국가 영토의 절반 이상을 확보하였던 군사강국이었다. 고구려는 청야입보(淸野立保)와 이일대로(以逸待勞)를 기본적인 전술로 활용하였다. 청야입보는 군사적으로 중요한 지형에 성을 구축한 다음 주변의 토지를 경작하다가 유사시에는 농작물을 거두어 성에 들어가 방어하는 형태로 진행되었다. 이일대로는 아군에 유리 한 지점까지 적을 유인하는 과정을 통하여 적의 병참선을 과도하게 신장시킴으로써 전투력이 감소된 적의 약점을 포착 시 즉각 공격에 나서는 전술이었다. 이는 한반도의 산악지형 특성을 활용하여 군사적 열세를 만회하는 데 중점을 둔 용병술이다.

### 고려 시대
고려시대에 주요 전술로 구사하였던 견벽고수전술(堅壁固守戰 術)과 인병출격전술(引兵出擊戰術)은 각각 고구려 시대의 청야입보와 이일대로 전술개념을 이어받은 유사한 전술적 운용 방식이었다. 이는 한반도의 지형을 이용하는 용병술 개념 면에서 고려도 고구려 시대와 동일한 인식을 하였다는 것을 의미한다.

### 조선 시대
조선시대의 군사력 운용도 고려시대와 마찬가지로 성을 중심으로 한 거점종심방어체제(據點縱深防禦體制)와 선수후공(先守後攻) 전술을 구사하였다. 적이 침입할 경우 에는 진관단위로 분포된 성을 이용한 청야입보, 이일대로 전술에 의해 축차적으로 적의 공격기세를 약화시켰다. 그리고 일단 적의 약점이 발견되었을 때는 반격전을 감행하여 격멸하는 선수후공 (先守後攻)의 방어전술에 중점을 두었다. 일본의 한반도 침탈 야욕이 본격화된 20세기 초에 한반도에서는 의병 봉기가 자연발생적으로 일어났다. 열세한 병력으로 압도적인 규모의 일본군과 맞서 싸우는 상태에서 한반도의 험준한 지형은 의병들에게 현대의 유격전과 같은 개념의 전투를 수행할 수 있도록 유인한 자연발생적인 또 하나의 전투력으로 인식되었다. 결국 당시의 유격전은 군사지리학적 관점에서 한반도의 산악지형을 활용한 탁월한 선택이었다.

### 한국 전쟁

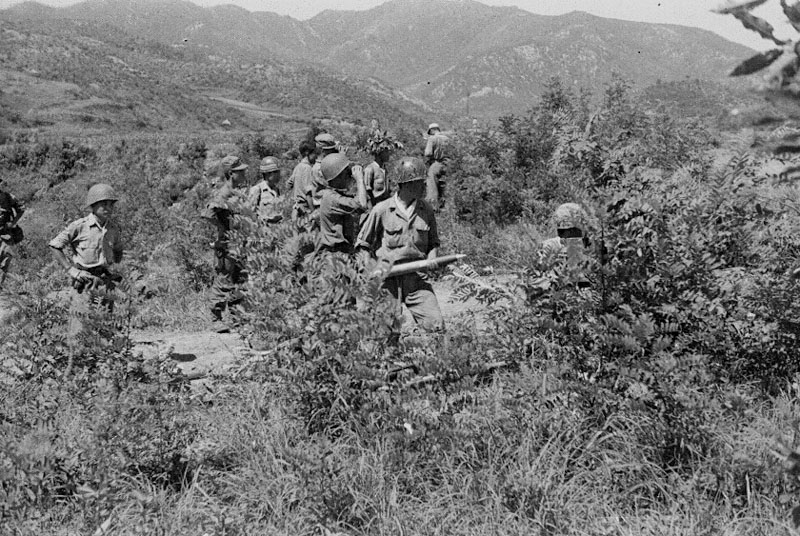
한국 전쟁 유격전

한국전쟁은 제2차 세계대전 후에 약 3년에 걸친 기간 동안 한반도에서 치러진 현대식 전쟁이라는 점에서 군사지리학적 연구를 위한 비중이 매우 높다. 한국전쟁 당시 피･아간의 전술･전략에 가장 큰 영향을 준 요소 또한 한반도의 험준한 지형을 대표하는 산악과 하천이었다. 산악과 하천으로 구성된 험준한 지형은 피･아 모두의 진출 간 공격기세 유격전술과 지연전은 좁은 전투지역 단위 보다는 규모가 더 큰 전장 지역에서 비교적 다수의 부대가 지역별 특징을 효율적으로 활용하는 것을 필요로 하는 점에서 작전술 차원의 용병술로 구분할 수 있다.
한반도의 용병술은 전략적 관점에서는 적에 비해 열세한 병력의 규모와 한반도의 지정학적 특징과 지형적 특징을 결합시켜 활용한 선수후공의 전략이 작용했다. 작전술적 관점에서는 지연전과 유격전의 개념이 사용되었다. 마지막으로 전술적 관점에서는 인병출격전술(이일대로)과 견벽고수전술(청야입보) 등이 정립 및 활용되었다. 이러한 한반도의 용병술의 이용은 역사적으로 군사지리학 요소가 필수적으로 고려되는 발전 방향을 지녀왔다고 결론 지을 수 있다.

## 비판과 부흥
1960년대 후반부터 지리학에 대한 마르크스주의 정치이론의 영향력 증가, 해방적 정치를 옹호하는 학문적 감성의 발달, 사회과학과 인문학 전반에 큰 영향을 미친 탈구조주의 사회이론의 출현을 반영하여 영국의 인문지리학은 수십 년 동안 군사 관련 주제에 직접 참여하는 것을 매우 꺼려했다. 1990년대 초부터 인문지리학에서 권력에 대한 비판과 개인에서 전세계에 미치는 규모로 불평등과 사회 정의에 대한 영향을 고려하는 비판적 접근법은 군사 활동 및 군국주의 문제에 참여하는 것을 점점 더 꺼리게 되는 형태로 나타났다.
그러나 21세기의 첫 10년 동안 이라크와 아프가니스탄에서 벌어진 전쟁에서 미국이 세계적 군사 야망을 행사한 효과에 대한 증거가 나타나면서 현대 인문 지리학은 이제 수십 년 동안 그랬던 것보다 군국주의와 그 영향에 더 관심이 있어졌다. 그리고 군사지리학을 이용해 사회에서 나타나는 군국주의적 사상을 이해하려는 시도로 인해 군사지리학은 다시 부흥하고 있다. 대표적으로 Critical Military Studies 저널에 실린 2014년 기사에서 저자 Rech MF, Bos D, Jenkings KN, Williams A, Woodward R.는 비판적 지리학의 관점에서 군사 지리학은 군국주의 현상을 이해하는데 다양하고 비판적인 관점을 준다는 점을 근거로 군사 지리학의 중요성을 주장한다.
Woodward R은 군국주의와 그 영향은 전 세계 대다수의 사람들의 삶을 정의한다는 점을 근거로 중요성을 주장한다. 전쟁에서의 삶과 죽음, 공공 지출과 발전을 위한 의제를 형성하는 것이 군사적 목표의 지배를 통했다는 점에서 지리학은 군국주의와 군사 활동에 무지할 수 없다. 따라서 지리학은 전쟁과 국가가 허락한 폭력을 가능하게 하는 조건들에 주의를 기울여야 한다. 그것은 이러한 군국주의의 지형이 표현되는 방식에 관한 것이다. 그리고 향후 군대의 이미지 형성 관련 분야는 주변 사회와의 조화가 중시됨에 따라 군사지리학의 중요성이 더욱 부각될 것으로 예상된다. 따라서 군대주둔 및 토지사용정책이 주변사회와 환경에 미치는 영향 면에서 조화를 이루는 데 있어서는 인간중심의 지리학적 사고가 선행된 군사정책이 실시될 필요가 있다.

## 같이 보기
- 종심방어

## 참고 문헌
1. 양철호 and 이동욱.(2022).<군사지리>.윤성사
2. 이동민. (2022). 중국 초한전쟁기(기원전 206-기원전 202년) 정형 전투(井陘之戰)에 대한 군사지리학적 재해석. 한국지리학회지, 11(1), 121-135.
3. 존.M.콜린스 (2008년 12월 16일). 《직업군인과 일반인을 위한 군사지리》. 경남대학교 출판부.
4. 황성한 and 김만규. (2015). 한국 군사지리학의 발전방향에 관한 연구. 한국지역지리학회지, 21(1), 176-191.
5. Rachel Woodward (2004). 《Military Geographies》. Wiley-Blackwell. 158-159쪽.
6. . Rech, Matthew; Bos, Daniel; Jenkings, K. Neil; Williams, Alison; Woodward, Rachel (2015). "Geography, military geography, and critical military studies". Critical Military Studies. 1: 47–60. doi:10.1080/23337486.2014.963416. S2CID 129785890.